# معدلو مجلس العلوم
معدلو مجلس العلوم هي المنظمة التي تنشر النمط العلمي، دليل سي بي إيه للمؤلفين والمعدلين والناشرين، وهو دليل كتابة للأوراق العلمية.
‌